# Malone, un tueur en enfer
Pour plus de détails, voir Fiche technique et Distribution.
Malone, un tueur en enfer (titre original : Malone) est un film américain de Harley Cokeliss sorti en 1987.

## Synopsis
Malone, agent à la CIA, a toujours été quelqu'un d'intègre et d'efficace. En ayant suffisamment vu, il décide de prendre sa retraite. Cependant Jamie, sa vieille complice, lui affirme qu'il en a trop vu et que, du coup, on ne le laisserait pas s'en aller facilement. Alors qu'il arrive dans l'Oregon, Malone tombe en panne avec sa Mustang du côté de Comstock. Paul Barlow, un garagiste qui élève seul sa fille adolescente, propose à l'ex-agent de l'héberger le temps que sa voiture soit réparée…

## Fiche technique
- Titre original : Malone
- Réalisation : Harley Cokeliss
- Scénario : Christopher Frank d'après le roman de William P. Wingate
- Photographie : Gerald Hirschfeld
- Montage : Todd C. Ramsay
- Musique : David Newman
- Costumes : Norman Salling
- Décors : Graeme Murray
- Producteur : Leo L. Fuchs
- Pays de production :  États-Unis
- Genre : Film dramatique, Film d'action, Thriller
- Durée : 92 minutes
- Date de sortie :
  - États-Unis : 1er mai 1987
  - France : 22 juillet 1987

## Distribution
- Burt Reynolds (VF : Bernard Tiphaine) : Malone
- Cliff Robertson (VF : Roland Ménard) : Delaney
- Kenneth McMillan (VF : Roger Lumont) : Hawkins
- Cynthia Gibb (VF : Virginie Ledieu) : Jo Barlow
- Scott Wilson (VF : Michel Bardinet) : Paul Marlow
- Lauren Hutton (VF : Marion Loran) : Jamie
- Philip Anglim : Harvey
- Tracey Walter : Calvin Bollard
- Dennis Burkley : Dan Bollard
- Alex Diakun : Madrid
- Brooks Gardner (VF : Daniel Gall) : Patterson
- Mike Kirton : Frank
- Mavor Moore (VF : Jean Berger) : Hausmann